# Exochaenium pumilum
Exochaenium pumilum är en gentianaväxtart som först beskrevs av John Gilbert Baker, och fick sitt nu gällande namn av Arthur William Hill. Exochaenium pumilum ingår i släktet Exochaenium och familjen gentianaväxter. Inga underarter finns listade i Catalogue of Life.